# ريتشارد أ. فليتشير
ريتشارد أ. فليتشير (بالإنجليزية: Richard A. Fletcher)‏ هو مؤرخ وأستاذ جامعي بريطاني، ولد في 28 مارس 1944 في يورك في المملكة المتحدة، وتوفي في 28 فبراير 2005 في Nunnington ‏ في المملكة المتحدة بسبب نوبة قلبية.